# Lorabela pelseneeri
Lorabela pelseneeri é uma espécie de gastrópode do gênero Lorabela, pertencente a família Mangeliidae.